# Raionul Balta, județul Balta
Raionul Balta a fost unul din cele șapte raioane ale județului Balta din Guvernământul Transnistriei între 1941 și 1944.

## Localități
- Balta